# Giro del Belgio 1964
Il Giro del Belgio 1964, quarantottesima edizione della corsa, si svolse in quattro tappe tra il 13 e il 16 aprile 1964, per un percorso totale di 837,5 km e fu vinto dal belga Benoni Beheyt.

## Tappe
| Tappa  | Data      | Percorso                                | km    | Vincitore di tappa | Leader cl. generale |
| ------ | --------- | --------------------------------------- | ----- | ------------------ | ------------------- |
| 1ª     | 13 maggio | Bruxelles > Ostenda                     | 216   | Hugo Scrayen       |                     |
| 2ª     | 14 maggio | Ostenda > Châtelet                      | 206   | Rudi Altig         |                     |
| 3ª-1ª  | 15 maggio | Châtelet > Namur                        | 190   | Peter Post         |                     |
| 3ª-2ª  | 15 maggio | Cittadella di Namur (Cron. individuale) | 2,5   | Peter Post         |                     |
| 4ª     | 16 maggio | Namur > Bruxelles                       | 223   | Rik Van Looy       | Benoni Beheyt       |
| Totale | Totale    | Totale                                  | 837,5 |                    |                     |

## Dettagli delle tappe

### 1ª tappa
- 13 maggio: Bruxelles > Ostenda – 216 km

Risultati
| Pos. | Corridore     | Squadra      | Tempo    |
| ---- | ------------- | ------------ | -------- |
| 1    | Hugo Scrayen  | Solo-Superia | 5h36'47" |
| 2    | Benoni Beheyt | Wiel's       | s.t.     |
| 3    | Théo Mertens  | Peugeot      | s.t.     |

### 2ª tappa
- 14 maggio: Ostenda > Châtelet – 206 km

Risultati
| Pos. | Corridore   | Squadra       | Tempo    |
| ---- | ----------- | ------------- | -------- |
| 1    | Rudi Altig  | Saint-Raphaël | 4h43'48" |
| 2    | Jo de Roo   | Saint-Raphaël | s.t.     |
| 3    | Willy Monty | Pelforth      | s.t.     |

### 3ª tappa-1ª semitappa
- 15 maggio: Châtelet > Namur – 190 km

Risultati
| Pos. | Corridore        | Squadra       | Tempo    |
| ---- | ---------------- | ------------- | -------- |
| 1    | Peter Post       | Flandria      | 4h39'20" |
| 2    | Willy Monty      | Pelforth      | a 1'24"  |
| 3    | Alfons Hellemans | Labo-Dr. Mann | a 1'44"  |

### 3ª tappa-2ª semitappa
- 15 maggio: Cittadella di Namur – Cronometro individuale – 2,5 km

Risultati
| Pos. | Corridore      | Squadra       | Tempo |
| ---- | -------------- | ------------- | ----- |
| 1    | Peter Post     | Flandria      | ?     |
| 2    | Rudi Altig     | Saint-Raphaël | ?     |
| 3    | Willy Bocklant | Flandria      | ?     |

### 4ª tappa
- 16 maggio: Namur > Bruxelles – 223 km

Risultati
| Pos. | Corridore          | Squadra       | Tempo    |
| ---- | ------------------ | ------------- | -------- |
| 1    | Rik Van Looy       | Solo-Superia  | 5h39'10" |
| 2    | Rudi Altig         | Saint-Raphaël | s.t.     |
| 3    | Frans Melckenbeeck | Mercier       | a 4"     |

## Classifiche finali

### Classifica generale
| Pos. | Corridore       | Squadra       | Tempo     |
| ---- | --------------- | ------------- | --------- |
| 1    | Benoni Beheyt   | Wiel's        | 20h45'33" |
| 2    | Peter Post      | Flandria      | a 7"      |
| 3    | Gilbert Desmet  | Wiel's        | a 15"     |
| 4    | Winfried Boelke | Peugeot       | a 40"     |
| 5    | Henk Nijdam     | Televizier    | a 48"     |
| 6    | Gilbert Desmet  | Wiel's        | a 54"     |
| 7    | Jean Stablinski | Saint-Raphaël | a 56"     |
| 8    | Rudi Altig      | Saint-Raphaël | a 1'51"   |
| 9    | Alfons Hermans  | Labo-Dr. Mann | a 2'28"   |
| 10   | Bas Maliepaard  | Saint-Raphaël | s.t.      |

### Classifica a punti
| Pos. | Corridore     | Squadra | Tempo |
| ---- | ------------- | ------- | ----- |
| 1    | Benoni Beheyt | Wiel's  | ?     |

### Classifica a squadre
| Pos. | Squadra             | Tempo |
| ---- | ------------------- | ----- |
| 1    | Wiel's-Groene Leeuw | ?     |